# Phyllonorycter anderidae
Phyllonorycter anderidae là một loài bướm đêm thuộc họ Gracillariidae. Nó được tìm thấy ở Fennoscandia và miền bắc Nga to Bỉ, Áo và Ukraina và from Đảo Anh to miền nam Nga.
Sải cánh dài 5.5-6.5 mm. Con trưởng thành bay vào tháng 5 và tháng 8 làm hai đợt.
Ấu trùng ăn Betula humilis, Betula nana và Betula pubescens. Chúng cuộn lá làm tổ. They create a small lower-surface tentiform mine. The epidermis is pale green và rather weakly folded. The pupa is được tìm thấy ở mine without a cocoon.